# Lomagramma praestantissima
Lomagramma praestantissima là một loài dương xỉ trong họ Dryopteridaceae. Loài này được Griseb. mô tả khoa học đầu tiên năm 1864.
Danh pháp khoa học của loài này chưa được làm sáng tỏ. 